# 小林秀雄 (神戸電鉄社長)
小林 秀雄（こばやし ひでお、1902年3月1日 - 没年不明）は、日本の経営者。神戸電鉄社長を務めた。

## 来歴・人物
兵庫県神戸市出身。濱地甚兵衞の三男として生まれ、小林長兵衛の養子となる。1925年に法政大学経済科を卒業し、ロンドン大学を経て、1930年12月に神戸有馬電気鉄道に入社し、取締役にも就任。1938年1月に専務を経て、1946年4月に社長に就任し、1949年4月から1960年3月までに神戸電鉄社長を務めた。

## 旧シャープ住宅
アメリカ合衆国総領事ハンター・シャープの住宅を1944年に取得し、1980年に「小林家住宅（旧シャープ住宅）」という名称で重要文化財に指定される。